# Zygmunt Vogel

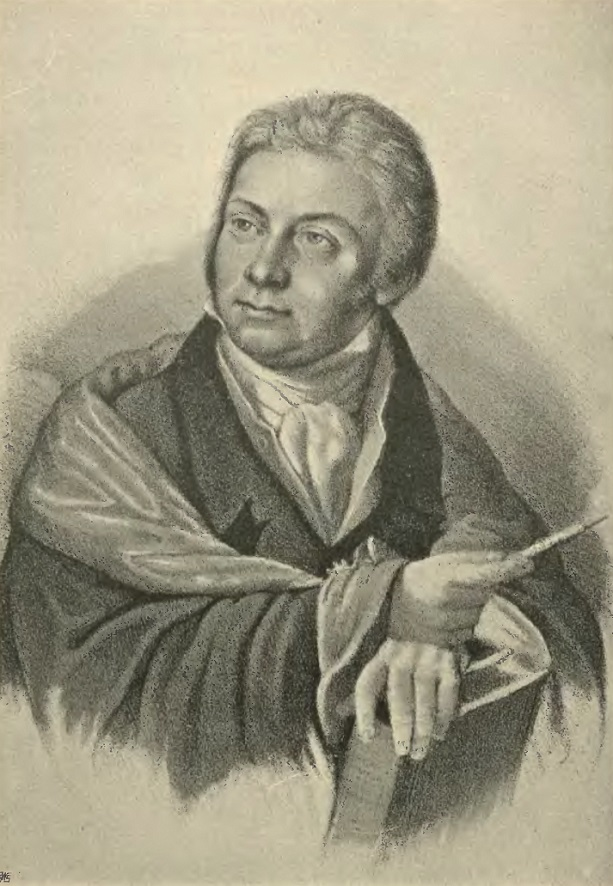
Zygmunt Vogel; tranh chân dung của Jan Feliks Piwarski

Zygmunt Vogel (sinh ngày 15 tháng 6 năm 1764 tại Wołczyn – mất ngày 20 tháng 4 năm 1826 tại Warsaw) là một họa sĩ minh họa, nhà giáo dục và họa sĩ theo phong cách cổ điển người Ba Lan. Đôi khi ông được gọi là Ptaszek (tiếng Ba Lan có nghĩa là "Chim") để ám chỉ tên của ông và để ám chỉ việc ông đi du lịch gần như liên tục trong nhiều năm.

## Tiểu sử

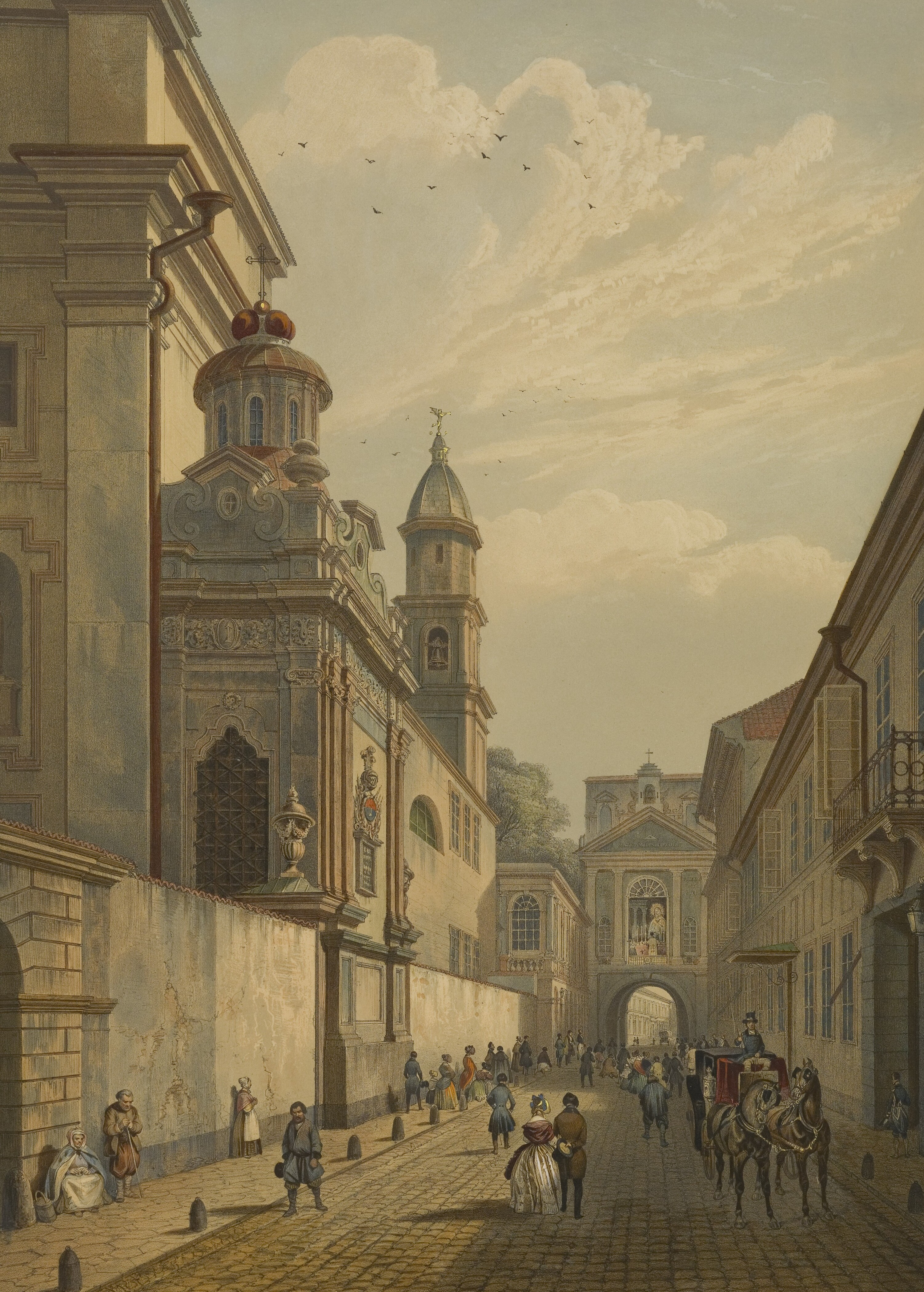
Cổng Đông ở Wilno

Cha ông là đầu bếp cho Hoàng tử Michał Fryderyk Czartoryski. Cha ông mất khi Zygmunt Vogel vẫn còn bé. Sau đó, ông và mẹ được Hoàng tử chăm sóc. Khi đã trưởng thành, ông được cho đi học tại Warsaw nhằm trở thành một kiến trúc sư. Tuy nhiên, ở tuổi mười sáu, ông đã gặp và được Stanisław Potocki (vừa trở về từ Rome và sau này trở thành một nhà sưu tập tranh nổi tiếng) giới thiệu về các tác phẩm của họa sĩ Bernardo Bellotto.
Zygmunt Vogel nhận thấy rằng ông thích trở thành một họa sĩ vẽ cảnh quan thành phố hơn. Ông được nhận vào Trường Hội họa Hoàng gia, làm học trò của Marcello Bacciarelli. Lúc đầu, theo sự đặt hàng của Bá tước Michał Jerzy Mniszech, ông vẽ tranh theo phong cách của Bellotto. Sau này, ông phát triển một phong cách riêng cho mình khi vẽ quang cảnh của Warsaw. Ông sử dụng màu nước, mực và bút chì thay cho sơn dầu.
Năm 1787, Zygmunt Vogel được nhận sự đỡ đầu của Vua Stanisław II August. Nhiệm vụ đầu tiên của ông đòi hỏi ông phải đi đến Krzeszowice, Alwernia, Olkusz, Rabsztyn, Pieskowa Skała và các địa điểm khác để thu thập tư liệu lịch sử. Khi trở về, ông sử dụng các bản phác thảo của mình để vẽ ra một album gồm 63 tranh vẽ và tranh màu nước. Năm 1806, Jan Zachariasz Frey công bố số tác phẩm này cùng một số bản in khắc ông đã thực hiện dựa trên tranh vẽ của Zygmunt Vogel.
Kế đến, Zygmunt Vogel được cử đến Danzig (nay là Gdańsk) và ở đó hai năm. Rất ít tranh ông vẽ trong giai đoạn đó còn tồn tại. Trong những năm tiếp theo, ông đi khắp đất nước để vẽ các lâu đài, thị trấn và điền trang. Mười tác phẩm đầu tiên của ông được người quen cũ của ông là Potocki đặt vẽ cho một dinh thự mùa hè mới gần Olesin. Dù lang thang ở nhiều nơi, ông vẫn tham gia vào các Bữa trưa thứ năm của Nhà vua bất cứ khi nào có thể.
Sau khi Nhà vua thoái vị, Zygmunt Vogel bị buộc phải thường xuyên đi tìm việc. Ông bắt đầu với công việc giáo viên tại Trường trung học Warsaw. Năm 1817, ông được giao phụ trách phối cảnh tại Khoa Mỹ thuật thuộc Đại học Warsaw. Đây là công việc ông làm trong phần đời còn lại của mình. Những học trò nổi tiếng nhất của ông là Aleksander Kokular và Franciszek Pfanhauser. Năm 1818, Zygmunt Vogel được trao Huân chương Thánh Stanislaus.

## Tranh tiêu biểu

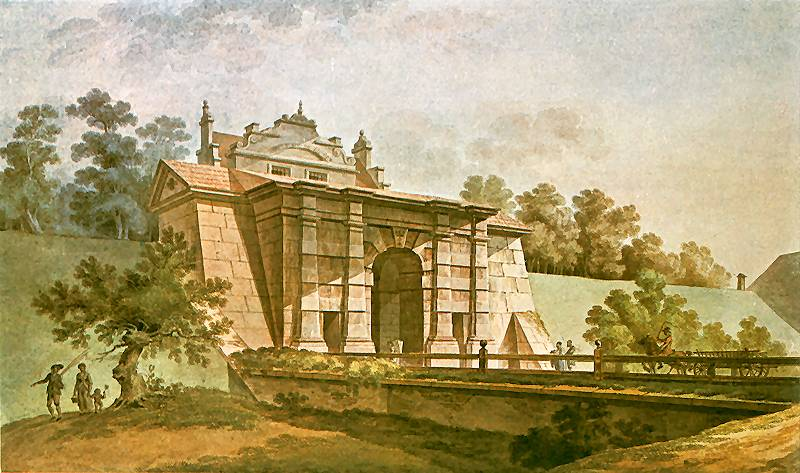
Cổng đất thấp ở Gdańsk
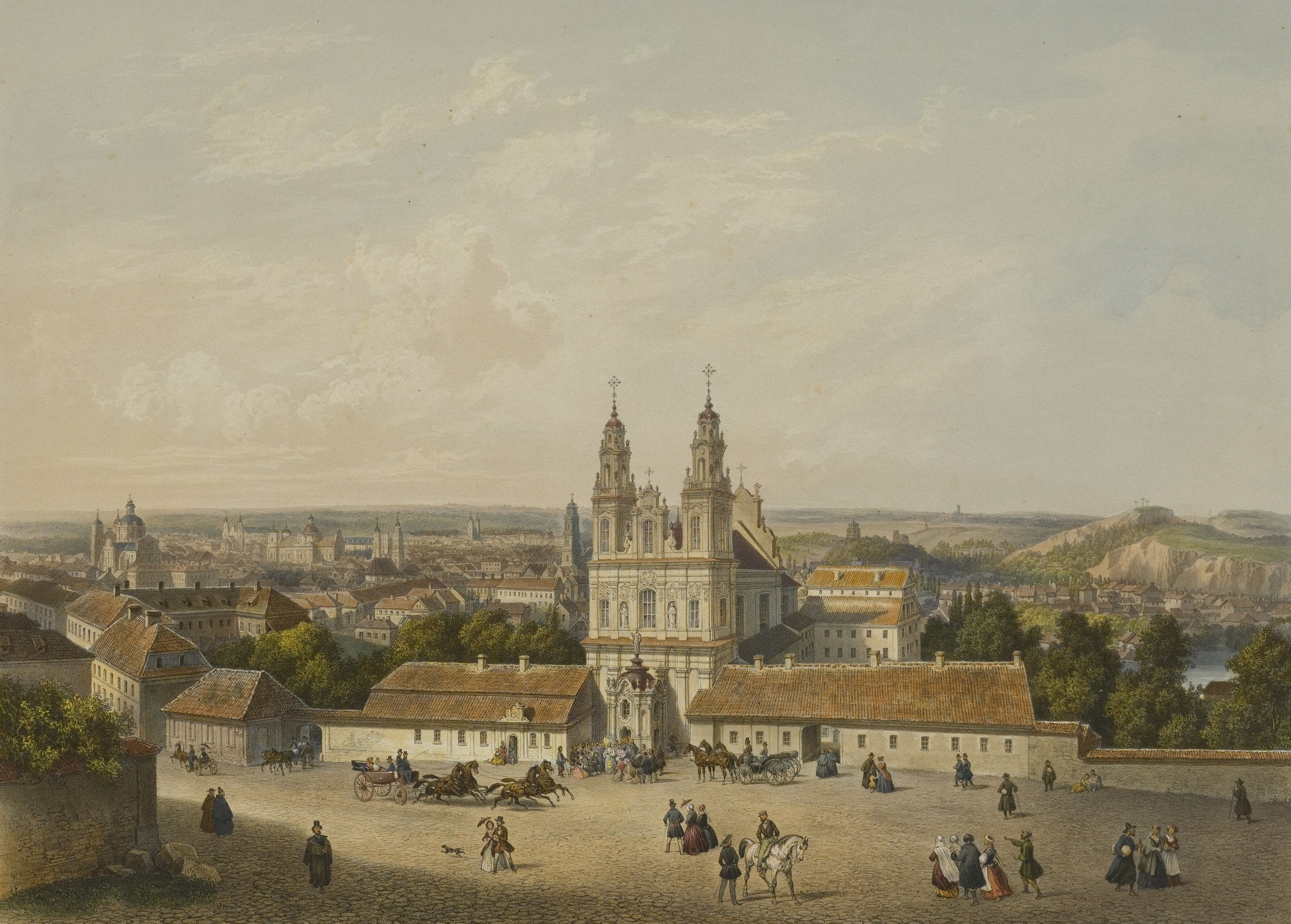
Nhà thờ Thăng thiên
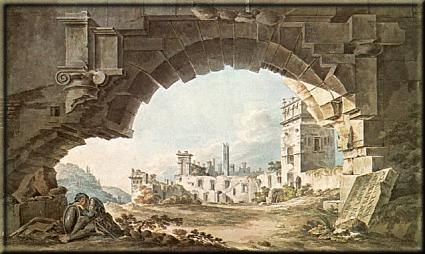
Lâu đài ở Kazimierz Dolny
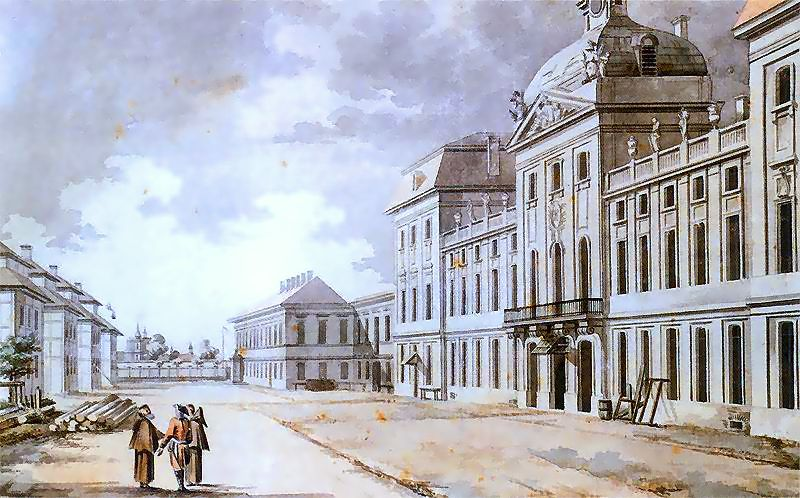
Quân đoàn Cadets (Warsaw)